# دهستان گرکان

نمایی از دهستان گرکان

دهستان گَرَکان دهستانی از توابع بخش مرکزی شهرستان آشتیان در استان مرکزی ایران است.

## جمعیت
جمعیت این دهستان بر اساس سرشماری مرکز آمار ایران در سال ۱۳۹۵ ۲۶۰۳ نفر (۹۵۹ خانوار) متشکل از ۱۳۱۷ مرد و ۱۲۸۶ زن بوده‌است.

## فهرست روستاها
- آهو
- بن چنار
- خورچه
- زرنوشه
- سقرجوق
- سعدآباد
- شوره بالا
- شوره پایین
- گرکان
- محسن‌آباد
- مزرعه جنت
- موسی‌آباد
- نادرآباد